# Marco Civil da Internet

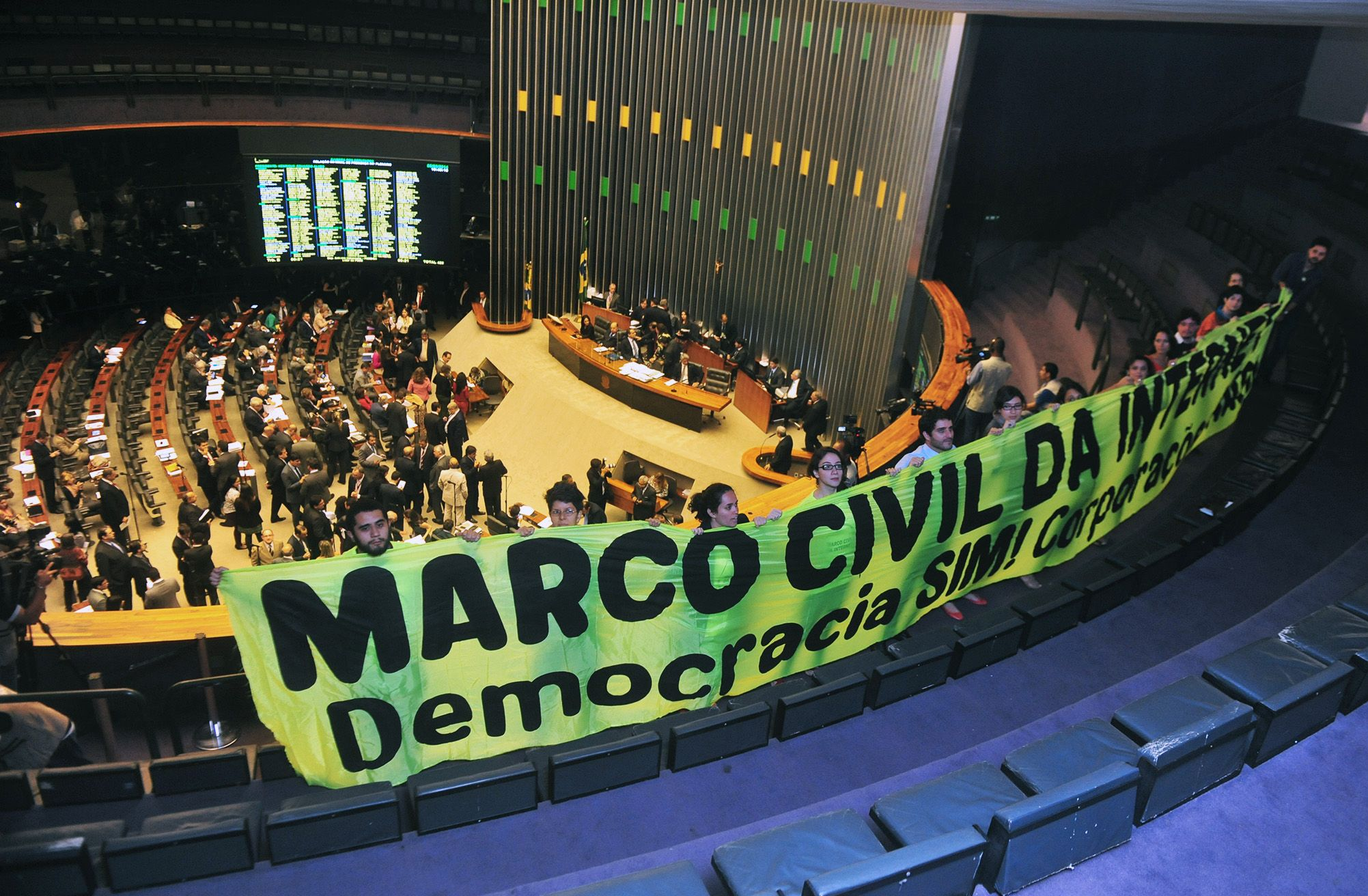
Marco Civil da Internet, Transparent 2014

Der Marco Civil da Internet, deutsch Zivilgesellschaftliches Rahmenabkommen des Internets, offiziell als Gesetz Nr. 12.965/2014 bezeichnet, ist ein Gesetz über die Benutzung des Internets in Brasilien. Es beinhaltet die notwendigen Prinzipien, Garantien, Rechte und Pflichten, um als eine Verfassung des Internets zu wirken, die gewisse Grundrechte seiner Nutzer garantiert.